# Boukary Dramé
Boukary Dramé (Villepinte, 22 luglio 1985) è un ex calciatore francese naturalizzato senegalese, di ruolo difensore.

## Caratteristiche tecniche
Gioca da terzino sinistro, di piede mancino. Di grande presenza fisica, è abile sia in fase difensiva che offensiva.

## Carriera

### Club
Dopo aver mosso i primi passi nel club del CSL Aulnay-sous-Bois, viene ingaggiato nelle giovanili del Paris SG, per poi essere promosso in prima squadra nel 2005. Esordisce in Ligue 1 l'11 settembre 2005 contro lo Strasburgo, e dopo la prima stagione, in cui non viene impiegato con continuità, gioca 20 partite nella stagione 2005-2006, che si conclude con una salvezza.
Dopo poca continuità e poche partite, il PSG, decide di cederlo a titolo definitivo; così, per poco meno di 250 000 euro, passa al Sochaux, nell'estate 2007 firmando un contratto quadriennale. Qui si infortuna in occasione della partita contro la sua ex squadra, e termina anzitempo la sua stagione.
Il 1º settembre 2008 passa in prestito al Real Sociedad nella seconda serie spagnola, debuttando contro il Cartagena, in quella che sarà la sua unica presenza della stagione.
Dopo aver fallito un provino in Premier League al Birmingham City, torna in Francia al Sochaux, dove riesce ad affermarsi con discreta continuità (49 presenze e 2 reti). Tuttavia, avendo rifiutato il rinnovo di contratto, si ritrova svincolato nel mercato estivo 2011.
Il 23 agosto 2011 viene ufficializzato il suo approdo in Italia tra le file del ChievoVerona.
Il 3 marzo 2012 contro la Juventus segna il suo primo gol in Serie A; la partita terminerà 1-1.
Il campionato successivo segna con un sinistro da fuori area il gol che permette di portarsi in vantaggio contro il Napoli, la partita finirà 2-0 per la squadra clivense.
Il 18 giugno 2014 passa da svincolato all'Atalanta firmando un contratto triennale. Fa il suo esordio assoluto in gare ufficiali con i bergamaschi il 23 agosto 2014 in Atalanta-Pisa (2-0), partita del terzo turno preliminare di Coppa Italia.
Il 10 gennaio 2018 viene ceduto a titolo definitivo alla SPAL, nell'operazione congiunta alla cessione (sempre ai ferraresi) del compagno di squadra Jasmin Kurtić per complessivi 4,8 milioni di euro.
Il 3 ottobre 2019, dopo un anno da svincolato, firma con la Paganese.
Il 24 dicembre 2021, il giocatore senegalese deciderà di ripartire dai campionati d'eccellenza italiani, firmando per il Valcalepio. Il giocatore ha lasciato la squadra il 1⁰ luglio 2022.

### Nazionale
Fa parte della nazionale senegalese, con la quale ha debuttato l'8 ottobre 2005 in occasione della gara di qualificazione per i Mondiali 2006 contro il Mali. Ha partecipato, inoltre, alla Coppa d'Africa 2006.

## Statistiche

### Presenze e reti nei club
| Stagione                   | Squadra                    | Campionato                 | Campionato | Campionato | Coppe nazionali | Coppe nazionali | Coppe nazionali | Coppe continentali | Coppe continentali | Coppe continentali | Altre coppe | Altre coppe | Altre coppe | Totale | Totale |
| Stagione                   | Squadra                    | Comp                       | Pres       | Reti       | Comp            | Pres            | Reti            | Comp               | Pres               | Reti               | Comp        | Pres        | Reti        | Pres   | Reti   |
| -------------------------- | -------------------------- | -------------------------- | ---------- | ---------- | --------------- | --------------- | --------------- | ------------------ | ------------------ | ------------------ | ----------- | ----------- | ----------- | ------ | ------ |
| 2005-2006                  | PSG                        | L1                         | 4          | 0          | CF+CdL          | 0+1             | 0               | -                  | -                  | -                  | -           | -           | -           | 5      | 0      |
| 2006-2007                  | PSG                        | L1                         | 21         | 0          | CF+CdL          | 0+2             | 0               | CU                 | 9                  | 0                  | SF          | 0           | 0           | 32     | 0      |
| Totale Paris Saint-Germain | Totale Paris Saint-Germain | Totale Paris Saint-Germain | 25         | 0          |                 | 3               | 0               |                    | 9                  | 0                  |             | 0           | 0           | 37     | 0      |
| 2007-2008                  | Sochaux                    | L1                         | 10         | 0          | CF+CdL          | 0+1             | 0               | CU                 | 0                  | 0                  | SF          | 0           | 0           | 11     | 0      |
| 2008-2009                  | Real Sociedad              | SD                         | 1          | 0          | CR              | 1               | 0               | -                  | -                  | -                  | -           | -           | -           | 2      | 0      |
| 2009-2010                  | Sochaux                    | L1                         | 23         | 0          | CF+CdL          | 3+1             | 0               | -                  | -                  | -                  | -           | -           | -           | 27     | 0      |
| 2010-2011                  | Sochaux                    | L1                         | 26         | 2          | CF+CdL          | 0+1             | 0               | -                  | -                  | -                  | -           | -           | -           | 27     | 2      |
| Totale Sochaux             | Totale Sochaux             | Totale Sochaux             | 59         | 2          |                 | 6               | 0               |                    | 0                  | 0                  |             | 0           | 0           | 65     | 2      |
| 2011-2012                  | ChievoVerona               | A                          | 18         | 1          | CI              | 3               | 0               | -                  | -                  | -                  | -           | -           | -           | 21     | 1      |
| 2012-2013                  | ChievoVerona               | A                          | 22         | 1          | CI              | 1               | 0               | -                  | -                  | -                  | -           | -           | -           | 23     | 1      |
| 2013-2014                  | ChievoVerona               | A                          | 26         | 0          | CI              | 1               | 0               | -                  | -                  | -                  | -           | -           | -           | 27     | 0      |
| Totale ChievoVerona        | Totale ChievoVerona        | Totale ChievoVerona        | 66         | 2          |                 | 5               | 0               |                    | -                  | -                  |             | -           | -           | 71     | 2      |
| 2014-2015                  | Atalanta                   | A                          | 28         | 0          | CI              | 3               | 0               | -                  | -                  | -                  | -           | -           | -           | 31     | 0      |
| 2015-2016                  | Atalanta                   | A                          | 25         | 0          | CI              | 0               | 0               | -                  | -                  | -                  | -           | -           | -           | 25     | 0      |
| 2016-2017                  | Atalanta                   | A                          | 10         | 0          | CI              | 2               | 0               | -                  | -                  | -                  | -           | -           | -           | 12     | 0      |
| 2017-gen. 2018             | Atalanta                   | A                          | 0          | 0          | CI              | 0               | 0               | UEL                | 0                  | 0                  | -           | -           | -           | 0      | 0      |
| Totale Atalanta            | Totale Atalanta            | Totale Atalanta            | 63         | 0          |                 | 5               | 0               |                    | 0                  | 0                  |             | -           | -           | 68     | 0      |
| gen.-giu. 2018             | SPAL                       | A                          | 5          | 0          | CI              | 0               | 0               | -                  | -                  | -                  | -           | -           | -           | 5      | 0      |
| 2019-2020                  | Paganese                   | C                          | 6          | 0          | CI-C            | 0               | 0               | -                  | -                  | -                  | -           | -           | -           | 6      | 0      |
| Totale carriera            | Totale carriera            | Totale carriera            | 225        | 4          |                 | 20              | 0               |                    | 9                  | 0                  |             | 0           | 0           | 254    | 4      |

### Cronologia presenze e reti in nazionale
| Cronologia completa delle presenze e delle reti in nazionale ― Senegal | Cronologia completa delle presenze e delle reti in nazionale ― Senegal | Cronologia completa delle presenze e delle reti in nazionale ― Senegal | Cronologia completa delle presenze e delle reti in nazionale ― Senegal | Cronologia completa delle presenze e delle reti in nazionale ― Senegal | Cronologia completa delle presenze e delle reti in nazionale ― Senegal | Cronologia completa delle presenze e delle reti in nazionale ― Senegal | Cronologia completa delle presenze e delle reti in nazionale ― Senegal |
| Data                                                                   | Città                                                                  | In casa                                                                | Risultato                                                              | Ospiti                                                                 | Competizione                                                           | Reti                                                                   | Note                                                                   |
| ---------------------------------------------------------------------- | ---------------------------------------------------------------------- | ---------------------------------------------------------------------- | ---------------------------------------------------------------------- | ---------------------------------------------------------------------- | ---------------------------------------------------------------------- | ---------------------------------------------------------------------- | ---------------------------------------------------------------------- |
| 17-8-2005                                                              | Londra                                                                 | Senegal                                                                | 0 – 0                                                                  | Ghana                                                                  | Amichevole                                                             | -                                                                      | 46’                                                                    |
| 8-10-2005                                                              | Dakar                                                                  | Senegal                                                                | 3 – 0                                                                  | Mali                                                                   | Qual. Coppa d'Africa 2006                                              | -                                                                      |                                                                        |
| 14-1-2006                                                              | Dakar                                                                  | Senegal                                                                | 0 – 0                                                                  | RD del Congo                                                           | Amichevole                                                             | -                                                                      | 87’                                                                    |
| 9-2-2006                                                               | Cairo                                                                  | Senegal                                                                | 0 – 1                                                                  | Nigeria                                                                | Coppa d'Africa 2006 - 3º posto                                         | -                                                                      |                                                                        |
| 1-3-2006                                                               | Dakar                                                                  | Senegal                                                                | 2 – 1                                                                  | Norvegia                                                               | Amichevole                                                             | -                                                                      |                                                                        |
| 16-8-2006                                                              | Tours                                                                  | Costa d'Avorio                                                         | 0 – 1                                                                  | Senegal                                                                | Amichevole                                                             | -                                                                      | 80’ 90’                                                                |
| 21-11-2007                                                             | Créteil                                                                | Marocco                                                                | 3 – 0                                                                  | Senegal                                                                | Amichevole                                                             | -                                                                      |                                                                        |
| 3-3-2010                                                               | Atene                                                                  | Grecia                                                                 | 0 – 2                                                                  | Senegal                                                                | Amichevole                                                             | -                                                                      | 90’                                                                    |
| 5-9-2010                                                               | Kinshasa                                                               | Rep. del Congo                                                         | 2 – 4                                                                  | Senegal                                                                | Qual. Coppa d'Africa 2012                                              | -                                                                      |                                                                        |
| 9-10-2010                                                              | Dakar                                                                  | Senegal                                                                | 7 – 0                                                                  | Mauritius                                                              | Qual. Coppa d'Africa 2012                                              | -                                                                      | 70’                                                                    |
| 17-11-2010                                                             | Saint-Gratien                                                          | Senegal                                                                | 2 – 1                                                                  | Gabon                                                                  | Amichevole                                                             | -                                                                      | 65’                                                                    |
| 21-5-2014                                                              | Ouagadougou                                                            | Burkina Faso                                                           | 1 – 1                                                                  | Senegal                                                                | Amichevole                                                             | -                                                                      |                                                                        |
| 19-11-2014                                                             | Dakar                                                                  | Senegal                                                                | 3 – 0                                                                  | Botswana                                                               | Qual. Coppa d'Africa 2015                                              | -                                                                      | 80’                                                                    |
| Totale                                                                 |                                                                        | Presenze                                                               | 13                                                                     |                                                                        | Reti                                                                   | 0                                                                      |                                                                        |

## Palmarès

### Club

#### Competizioni nazionali
- Coppa di Francia: 1

Paris Saint-Germain: 2005-2006